# Loučná nad Desnou
Loučná nad Desnou là một làng thuộc huyện Šumperk, vùng Olomoucký, Cộng hòa Séc.